# Everett Ross
Everett Kenneth Ross è un personaggio dei fumetti, creato da Christopher Priest (testi) e Kenny Martinez (disegni), pubblicato dalla Marvel Comics. La sua prima apparizione avviene in Ka-Zar (Vol. 4) n. 17 (settembre 1999).
Ironico e sarcastico impiegato del Dipartimento di Stato, Everett K. Ross è un intimo amico e prezioso alleato della Pantera Nera nonché agente di collegamento tra il governo statunitense e il Regno di Wakanda.

## Storia editoriale
Esordito nel settembre del 1999 su Ka-Zar (Vol. 4) n. 17, Everett K. Ross è stato ispirato dai personaggi di Chandler Bing della serie televisiva Friends e Alex P. Keaton della sit-com Casa Keaton Christopher Priest lo ha poi inserito come comprimario di Black Panther (Vol. 3) affinché rispecchiasse la visione che, secondo lui, molti lettori e la stessa casa editrice si erano fatti allora di Pantera Nera, ossia che fosse un personaggio regolarmente messo in ombra; stando allo sceneggiatore: «I fumetti sono tradizionalmente creati da maschi bianchi per maschi bianchi. Ho pensato, credo giustamente, che perché Black Panther avesse successo dovesse avere un maschio bianco al centro, e che quel maschio bianco dovesse dare voce ai dubbi o ai timori del pubblico. Ross doveva essere non-PC fino al punto da sfiorare il razzismo. [...] Non credo affatto che Ross sia razzista. Penso solo che il suo flusso di coscienza narrativo sia una finestra su cose che immagino molti bianchi dicano o almeno pensino quando non ci sono neri nei paraggi; miti sulla cultura e sul comportamento dei neri».

## Biografia del personaggio
Nato a Washington, Everett K. Ross si laurea in legge all'Università di Oxford per poi divenire un consulente dell'NSA impiegato presso il Dipartimento di Stato degli Stati Uniti d'America in qualità di accompagnatore e guida dei diplomatici esteri sul suolo statunitense. Dopo aver assistito Ka-Zar e Shanna durante una visita negli Stati Uniti, Ross viene assegnato alla delegazione del Wakanda, guidata da T'Challa (Pantera Nera) in persona, con cui stringe amicizia e vive varie disavventure affrontando al suo fianco perfino il demone Mefisto e Kraven il cacciatore, per poi accompagnarlo a un meeting dei Vendicatori ed aiutarlo a sconfiggere il conglomerato di ex-agenzie di intelligence noto come "Xcon", il folle reverendo Achebe e il tentativo di affossare l'economia della nazione orchestrato dal resuscitato Killmonger scongiurando dunque un colpo di stato.
Successivamente la fidanzata di Ross, Nikky Adams, muore in uno scontro a fuoco provocato dalle autorità del Wakanda ma, nonostante ciò, l'uomo rimane fedele al sovrano del paese e aiutandolo a scongiurare una guerra con Lemuria e i Devianti. Dopo aver spalleggiato Pantera Nera in battaglie contro vari supercriminali, Ross compie un breve viaggio nel tempo assieme a lui a causa della "rana del re Salomone" vivendo una breve avventura nel 1875.
Il suo rispetto per T'Challa è tale che, nel momento in cui questi si ritira temporaneamente dal ruolo di Pantera Nera cedendo il manto a Kevin Cole, Ross accetta la richiesta di offrire la sua assistenza anche a quest'ultimo.
Nel momento in cui Klaw organizza un'invasione del Wakanda, la Casa Bianca incarica Ross di dirigere le United States Army Special Forces al fine di prestare soccorso ai loro alleati; non molto tempo dopo collabora inoltre con lo S.H.I.E.L.D. per organizzare la sicurezza del matrimonio tra Pantera Nera e Tempesta.

## Altre versioni

### Once and Future King
Nel futuro ipotetico di Once and Future King, l'anziano Everett K. Ross viene rapito da T'Charra per attirare in trappola Pantera Nera e usurparne il trono, ma l'eroe corre in suo soccorso liberandolo; successivamente Ross rianima il sovrano dopo che questi ha un attacco cardiaco.

### Terra 161
Su Terra 161, dove Tempesta è una supercriminale che assume il controllo del Wakanda dopo avervi ottenuto l'asilo Ross diviene un suo fervente oppositore e rappresentante degli Stati Uniti d'America all'ONU.

## Altri media

### Marvel Cinematic Universe
Nel Marvel Cinematic Universe, Everett Ross è interpretato da Martin Freeman e doppiato in italiano da Roberto Certomà.
- Everett Ross appariva nei film Captain America: Civil War (2016), Black Panther (2018) e Black Panther: Wakanda Forever (2022).
- Il personaggio è apparso anche nella miniserie televisiva Secret Invasion (2023).

### Televisione
- Everett K. Ross compare nella serie animata Black Panther.